# Draba funckeana
Draba funckeana är en korsblommig växtart som beskrevs av Jean Jules Linden och Jules Émile Planchon. Draba funckeana ingår i släktet drabor, och familjen korsblommiga växter. Inga underarter finns listade i Catalogue of Life.